# Joan Vigas Bonany
Joan Vigas Bonany (Palafrugell, 1958) és un empresari surer català i alcalde de Palafrugell entre el 2022 i el 2023. Entre 2019 i 2022 va ser primer tinent d'alcalde de l'Ajuntament, a més de regidor de l'Institut de Promoció Econòmica (IPEP). Va ser elegit regidor havent-se presentat a les eleccions municipals de 2019 amb Som Gent del Poble, un partit independent local presentat el gener del mateix any. A través d'un pacte amb Esquerra Republicana, al qual més tard es va afegir Junts per Catalunya, va ser nomenat primer tinent d'alcalde. El pacte incloïa un repartiment de l'alcaldia segons el qual el 2022 Joan Vigas substituiria l'alcalde Josep Piferrer en l'exercici del seu càrrec. El gener del 2023 Vigas va anunciar que no es presentaria a les eleccions i que el cap de llista del partit seria l'anterior número tres i regidor d'esports, Isidre Tenas.
És diplomat en Empresarials. Després de treballar un temps a una bodega de Borgonya, es va incorporar a l’empresa familiar J. Vigas S.A., on va desenvolupar durant 39 anys la seva carrera professional i en la qual va ocupar diferents càrrecs (conseller delegat, gerent, responsable de diferents mercats internacionals, controller, responsable financer).
Ha ocupat la vicepresidència de la Cambra de Comerç de Palamós durant 6 anys, i ha estat membre de la territorial gironina de la mútua d’accidents Activa Mútua. Ha ocupat diferents càrrecs a l’Associació d’Empresaris Surers (AECORK), així com diferents càrrecs a entitats lligades al món de l’esport. Va ser president de l’assemblea local de la l’Associació Espanyola Contra el Càncer (AECC) durant 3 anys.